# 商山四皓

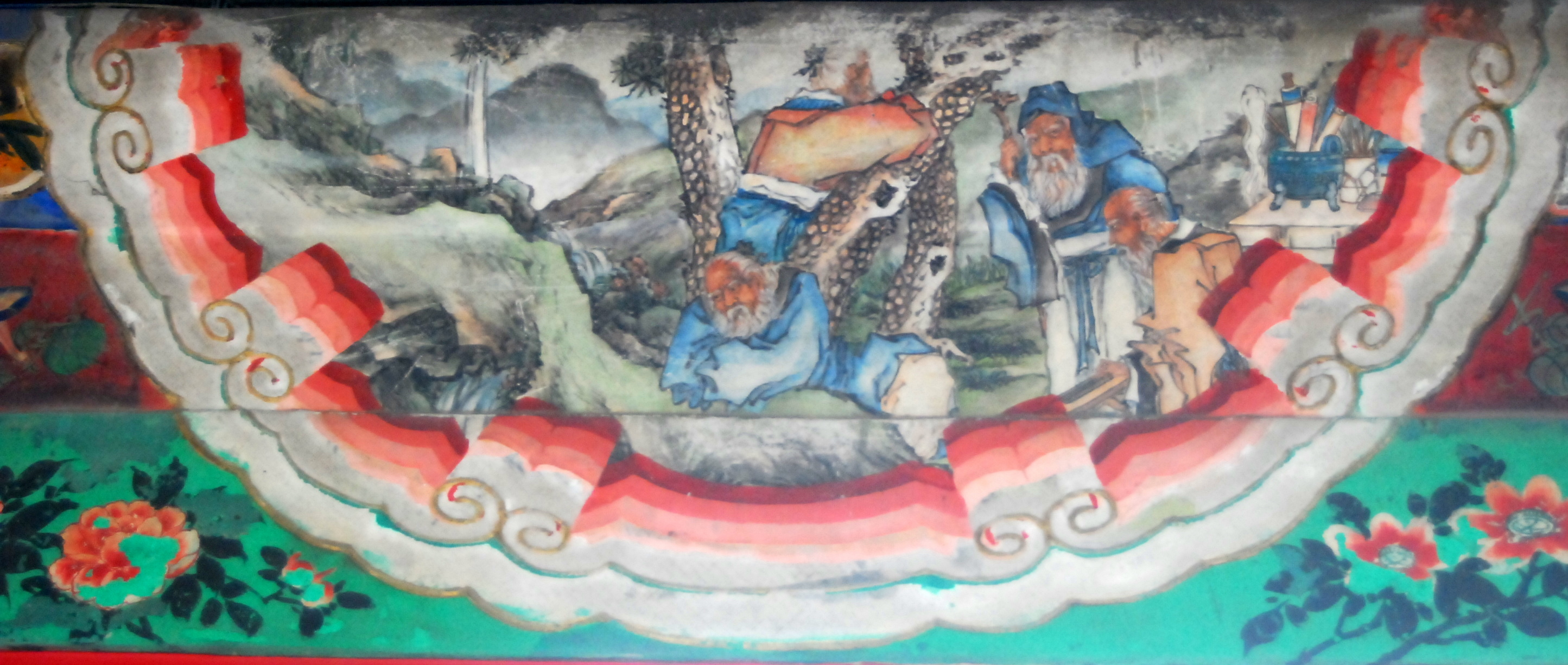
颐和园长廊彩绘：商山四皓

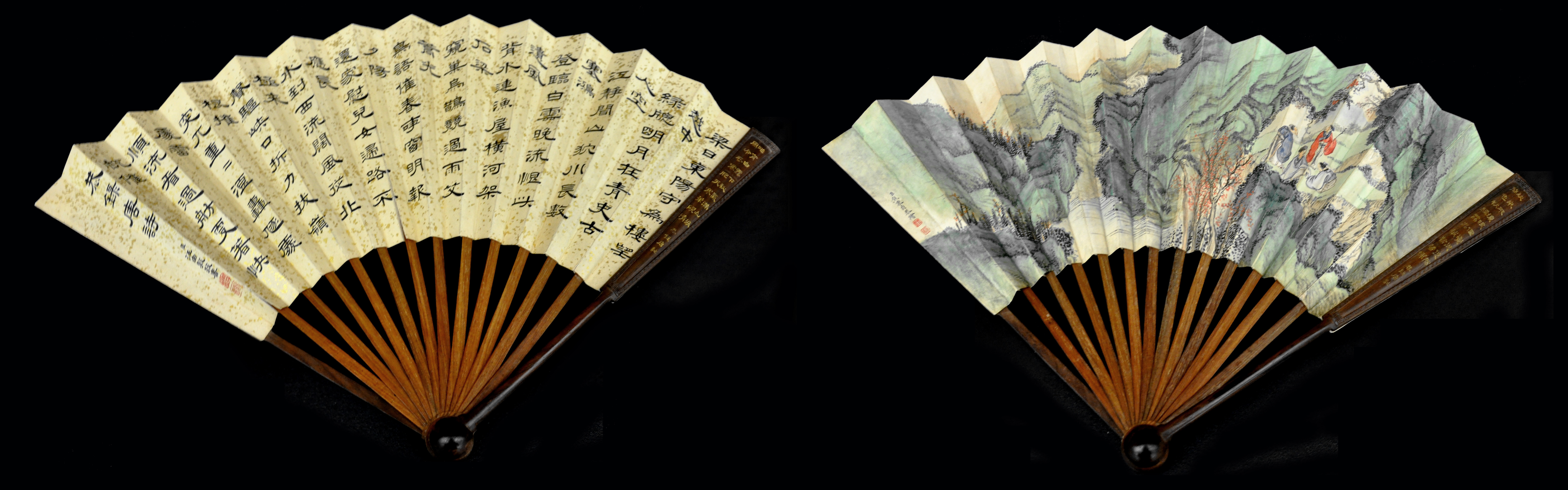
商山四皓

商山四皓，簡稱“四皓”，秦末隱士東園公、夏黃公、綺里季、甪里四人，因避秦亂世而隱居商山，采芝充飢，四人年皆八十多歲，鬚眉皓白，世稱為商山四皓、南山四皓。

## 介紹
世家索隐引《陈留志》云：「園公姓庾，字宣明，居園中，因以為號。夏黃公，姓崔名廣，字少通，齊人，隱居夏里修道，故號曰夏黃公。甪里先生，河內軹人，太伯之後，姓周名術，字元道，京師號曰霸上先生，一曰甪里先生」。
传说這四人是秦始皇时秦朝七十名博士官中的四位，其职掌有三：一曰通古今；二曰辨然否；三曰典教职。後四皓先生因见秦政暴虐，隱居商山，过着“岩居穴处，紫芝疗饥”的生活。
漢代立國以後，劉邦一直想要網羅德高望重的四人，但卻被拒絕。他们过著清贫而安乐的生活，写《紫芝歌》以明志。
|  | 莫莫高山，深谷逶迤。 晔晔紫芝，可以疗饥。 唐虞世远，吾将何归？ 驷马高盖，其忧甚大。 富贵之畏人兮，不如贫贱之肆志。 |

後來劉邦寵幸戚夫人，打算貶呂后之子劉盈，另立戚夫人之子劉如意作太子，呂后急找張良商量，張良教太子以卑詞厚禮請出商山四皓，並將四人奉為太子上賓。
當刘邦看到太子身後有四皓陪同便問道：“我多次召请诸公，避而不见，今诸公何以随我儿相处。”四皓答道：“陛下轻视士人，动辄训斥责骂，臣等不愿受辱，逃匿深山。听闻太子仁孝，恭敬爱士，天下人莫不引颈乐为太子效力，故臣等前来。”劉邦得知太子“羽翼已成”，打消了廢太子的念頭，因此召來戚夫人並指著四皓說：「我打算換太子，但他們四人輔佐太子，羽翼已成，很難改動了。呂后以後真的是你主子了。」（《史記·留侯世家》）
不久劉邦去世，太子劉盈登皇位，是為漢惠帝。惠帝要封四皓為官，但是四皓谢而不受，重回商山隱居，卒于商洛，葬于商山脚下（今陝西丹鳳縣的商鎮），隔丹江互望，漢惠帝聞訊令三千御林軍每人自長安攜土十斤去商山為四皓墓培土，又在商州城南高車為四皓建廟建祠，以表彰四皓避秦安漢之功。後人仰慕四皓的才學風骨，為其修墓建廟，留下了大量的碑刻。“四皓古陵衝北斗”為商州八景之一。唐人許渾題詩：“峨峨商嶺采芝人，雪頂霜髯虎豹茵。山酒一壺歌一曲，漢家天子忌功臣。避秦安漢出藍關，松桂花陰滿舊山。自是無人有歸意，白雲常在水潺潺。”
北宋淳化二年（991年），貶任商州團練副使的王禹偁為“商山四皓”撰寫了《四皓廟碑·易》稱：“知進退存亡而不失其正者，惟聖人乎。先生避秦，知亡也；安劉，知存也；應孝惠之聘，知進也；拒高祖之命，知退也。四者俱備，而正在其中矣。”清代畫家“揚州八怪”之一黃慎有《商山四皓圖》。司馬光的《資治通鑑》不取商山四皓之事。

## 参看
- 张良
- 劉邦
- 吕后
- 吕洞宾